# Crateritheca acanthostoma
Crateritheca acanthostoma is een hydroïdpoliep uit de familie Sertulariidae. De poliep komt uit het geslacht Crateritheca. Crateritheca acanthostoma werd in 1882 voor het eerst wetenschappelijk beschreven door Bale. 